# Ројтлинген
Ројтлинген (њем. Reutlingen) град је у њемачкој савезној држави Баден-Виртемберг. Једно је од 26 општинских средишта округа Ројтлинген. Према процјени из 2010. у граду је живјело 112.176 становника. Посједује регионалну шифру (AGS) 8415061.

## Географски и демографски подаци
Ројтлинген се налази у савезној држави Баден-Виртемберг у округу Ројтлинген. Град се налази на надморској висини од 382 метра. Површина општине износи 87,1 km². У самом граду је, према процјени из 2010. године, живјело 112.176 становника. Просјечна густина становништва износи 1.288 становника/km².

## Међународна сарадња
| Мјесто       | Држава | Врста сарадње | Од    |
| ------------ | ------ | ------------- | ----- |
| Округ Хрудим | Чешка  | контакт       | 2000. |
| Москва       | Русија | контакт       | 2000. |
| Извор        |        |               |       |